# Dinnington (Somerset)
Pour les articles homonymes, voir Dinnington.
Dinnington est une paroisse civile et un village du Somerset, en Angleterre.